# Belleville (Rodano)
Belleville è un comune francese di 7 717 abitanti situato nel dipartimento del Rodano nella regione Alvernia-Rodano-Alpi.

## Società

### Evoluzione demografica
Abitanti censiti